# 아르비다스 노비코바스
아르비다스 노비코바스(리투아니아어: Arvydas Novikovas, 1990년 12월 18일 ~ )는 튀르키예의 TFF 1. 리그 클럽 투즐라스포르와 리투아니아 국가대표팀에서 윙어로 활약하고 있는 리투아니아의 프로 축구 선수이다.

## 구단 경력

### 하트 오브 미들로디언
2008년 9월, 노비코바스는 하트 오브 미들로디언과 계약했다. 그는 2008-09 스코티시 프리미어리그 시즌 마지막 경기에서 하츠 소속으로 첫 팀 데뷔 전을 치렀는데, 셀틱과의 경기에서 골 없이 비겼고, 데이비드 템플턴과 51분에 교체로 들어갔다.
2009-10 시즌, 노비코바스는 대부분의 경기에서 벤치를 지켰지만, 1군 자리를 얻었다. 시즌이 끝날 무렵, 노비코바스는 2013년까지 에든버러에 머물 수 있는 3년 계약인 클럽과 계약을 맺었다.

#### 세인트 존스톤으로 임대
2011년 1월 이적 시장 마지막 날, 노비코바스는 2010-11 시즌이 끝날 때까지 세인트 존스톤으로 임대되었다. 그는 2월 1일 해밀턴과의 2-0 승리에서 세인트 존스톤 데뷔 전을 치렀다. 그는 퍼스 팀에서 총 6경기에 출전했다.

### 에르츠게비르게 아우에
2013년 6월 22일, 노비코바스는 에르츠게비르게 아우에와 3년 계약을 맺었다고 발표되었다. 노비코바스는 아인트라흐트 브라운슈바이크로 이적한 얀 호흐셰이트 후임자로 영입된 것으로 알려졌다. 노비코바스는 새로운 소속팀에서 열린 리그 1차전에서 옐로카드 2장을 받아 퇴장당했다. 아우에의 리그 4차전에서 그는 더블을 기록했고, 팀이 에네르기 콧부스를 상대로 2-1 승리를 거두는 데 도움을 주었다.

### VfL 보훔
2015년 7월 24일, VfL 보훔은 노비코바스를 에르츠게비르게 아우에로부터 2년 자유 계약으로 영입했다고 발표했다. 노비코바스는 VfL 보훔에서 20경기에 출전해 1도움을 기록했다. 2017년 1월 12일, VfL 보훔은 노비코바스가 야기엘로니아 비아위스토크로 자유 이적했다고 발표했다.

### 야기엘로니아 비아위스토크
노비코바스는 야기엘로니아 비아위스토크에 자유계약으로 합류하여 2019년 12월 31일까지 계약을 맺었다. 노비코바스는 등번호 9번을 받았고 즉시 선발로 나왔다. 그곳에서 두 시즌 동안 그는 야기엘로니아 비아위스토크가 두 번 연속 준우승을 차지하는 것을 도왔다. 그는 그들을 위해 뛰었던 58경기에서 16골 12도움을 기록했고, 그의 첫 9경기에서 3골 2도움으로 2018-19 시즌을 시작했다.

## 국가대표팀 경력
노비코바스는 16살 때 리투아니아 U-21 국가대표팀으로 참가했다.
2009년 5월, 그는 루마니아와의 FIFA 월드컵 예선 전을 위해 리투아니아 국가대표팀에 차출되었다. 9월 9일, 노비코바스는 마케도니아 U-21 국가대표팀과의 2011년 UEFA U-21 축구 선수권 대회 예선 9조 경기에서 1-1로 리투아니아 U-21 국가대표팀 득점을 기록했다.
2010년 5월 25일, 그는 하르키우에서 열린 우크라이나와의 경기에서 처음으로 국가대표팀 경기에 출전했다.